# Museo etnografico del Petit-Monde
Il Museo etnografico del Petit-Monde (in francese Musée ethnographique du Petit-Monde, talvolta ortografato anche Petit Monde) è un museo etnografico della Valle d'Aosta, sito nel comune di Torgnon. Con la denominazione "Petit-Monde" (che significa "piccolo mondo" in francese; pron. fr. AFI: [pəti mɔ̃d]), ci si riferisce all'insieme delle frazioni di Triatel, Étirol e Ronc, che effettivamente rappresentano un "piccolo mondo" a sé stante.

## Descrizione
Il museo del Petit-Monde, indicato dal MIBAC come «il più completo ecosistema museale della Valle d'Aosta», è costituito da tre edifici di legno e pietra costruiti tra il Tardo Medioevo ed il 1700. Gli edifici, situati nel villaggio di Triatel, sono stati oggetto di un intervento di recupero conservativo prima dell'inaugurazione del museo, nel 2004.
Si tratta di un "grenier", all'incirca del 1472, deposito tradizionalmente adibito alla conservazione dei cereali e delle derrate, una "grandze", fabbricato rurale per deporre gli attrezzi agricoli, ed un "rascard" tardomedievale, utilizzato per la conservazione e la lavorazione delle spighe. Quest'ultimo edificio rappresenta l'unico esempio in Valle d'Aosta di rascard a schiera ed è stato costruito con legname abbattuto nel 1476.
Completa la visita il mulino del villaggio, posto sul torrente Petit-Monde.

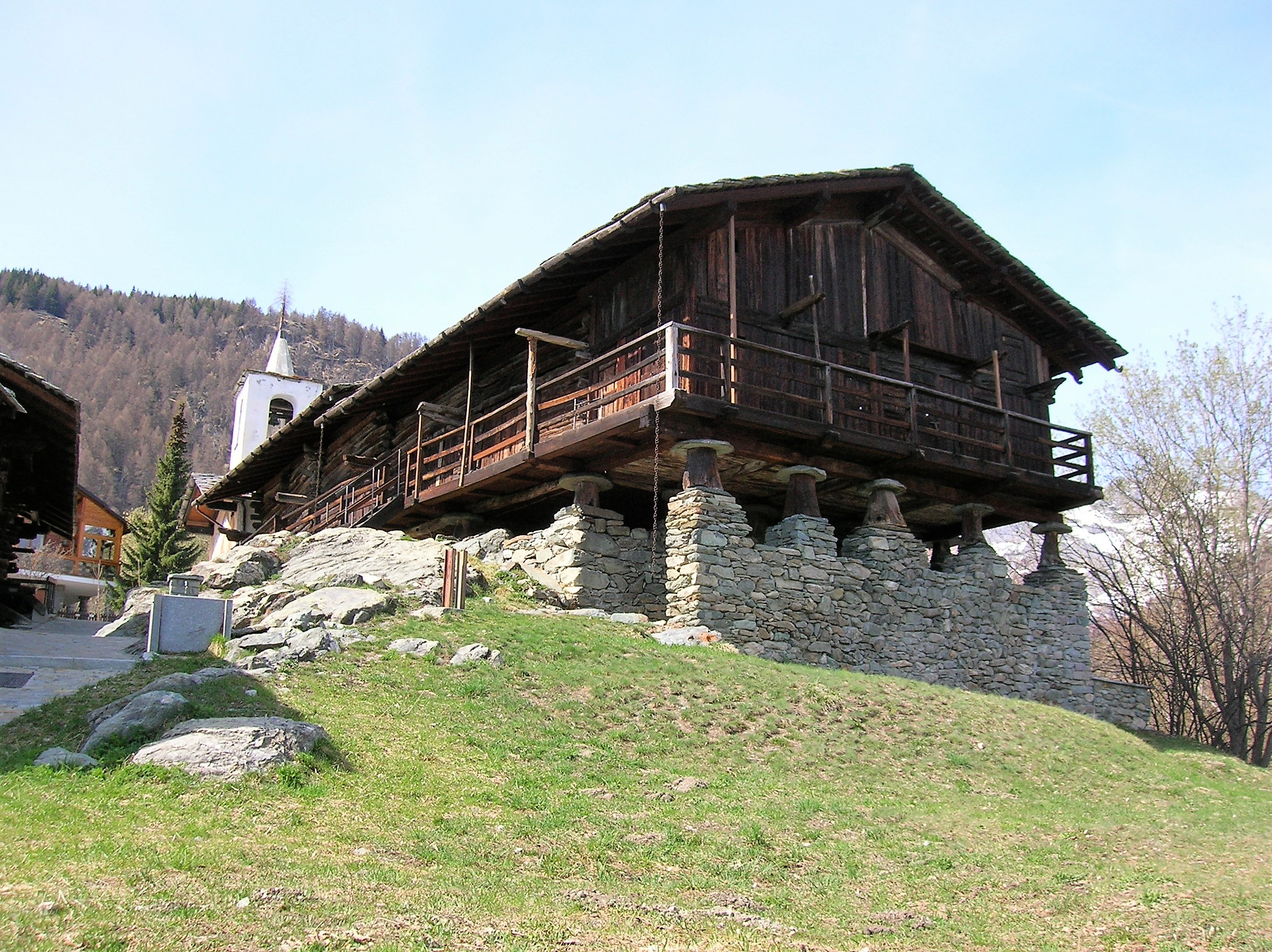
Il grenier.
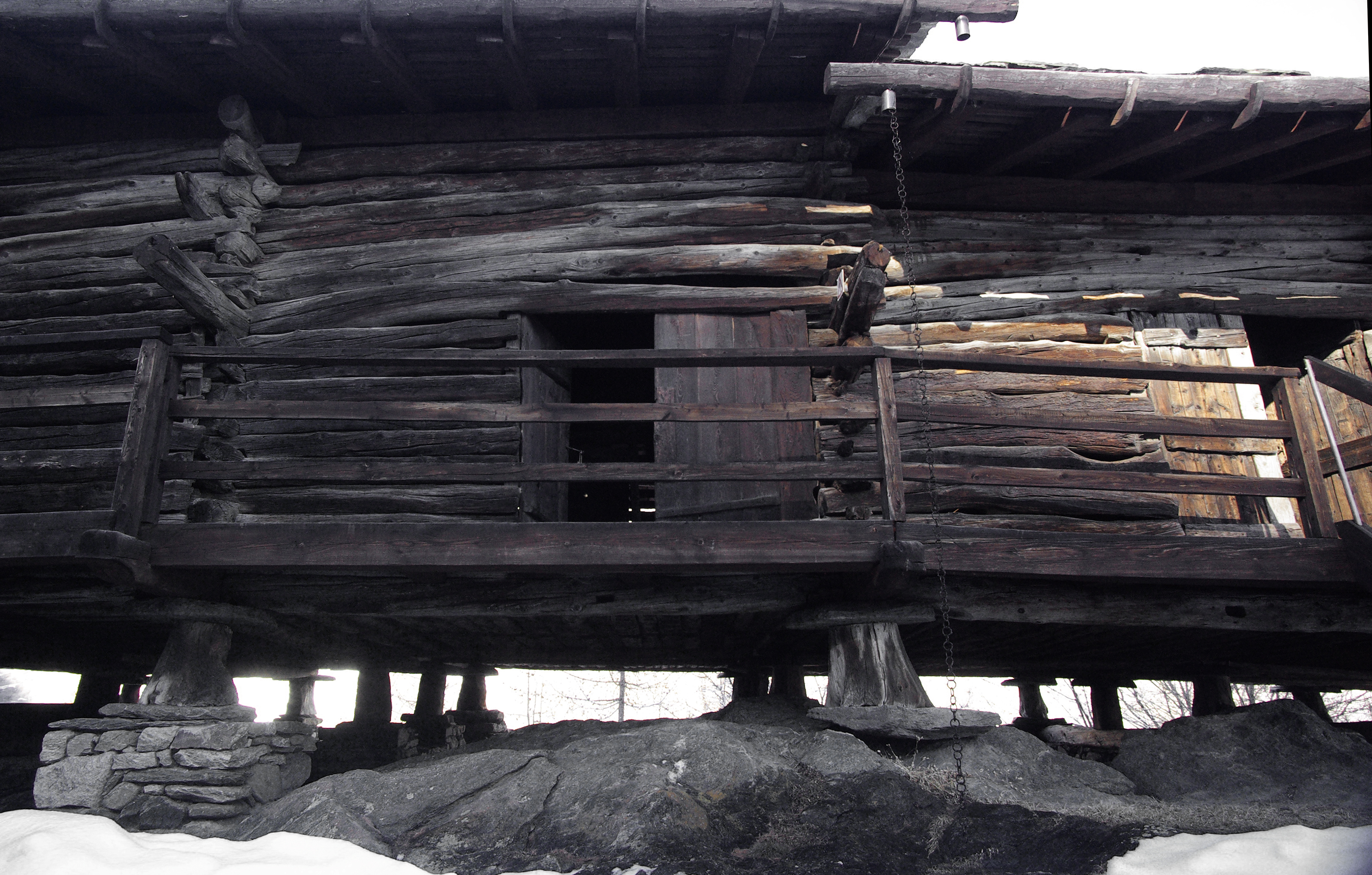
Il rascard.

## Le collezioni
Le collezioni sono visitabili gratuitamente su prenotazione, mentre la parte dell'esposizione permanente è sempre aperta al pubblico ed esposta nella parte inferiore del rascard.
L'allestimento museale comporta vari oggetti legati alla tradizione rurale della montagna e numerosi pannelli informativi che ripercorrono la ricerca storico-etnografica su Triatel, villaggio che sembra fissato nel tempo. I disegni di Francesco Corni arricchiscono i testi accessibili al grande pubblico.

### L'esposizione permanente
L'esposizione permanente è dedicata a "Il labirinto della memoria" e spiega la vita rurale e l'organizzazione sociale degli abitanti nonché la storia e l'evoluzione del villaggio nei secoli, in parte simili a quelle delle vicine frazioni di Étirol e Ronc.
Il percorso museale si sviluppa lungo i diversi locali interni del rascard (detti "tsé" e "tzambron"), alla scoperta di come gli abitanti dell'antica "consorteria" del Petit-Monde, un tempo parte del feudo dei Baroni di Cly, abbiano saputo ottenere da questi le Reconnaissances per gestire così in autonomia le risorse idriche, il mulino ed il forno, organizzandosi secondo un modello collaborativo per l'autosufficienza, dovuto alla particolare collocazione geografica del villaggio, poco raggiungibile e isolato.

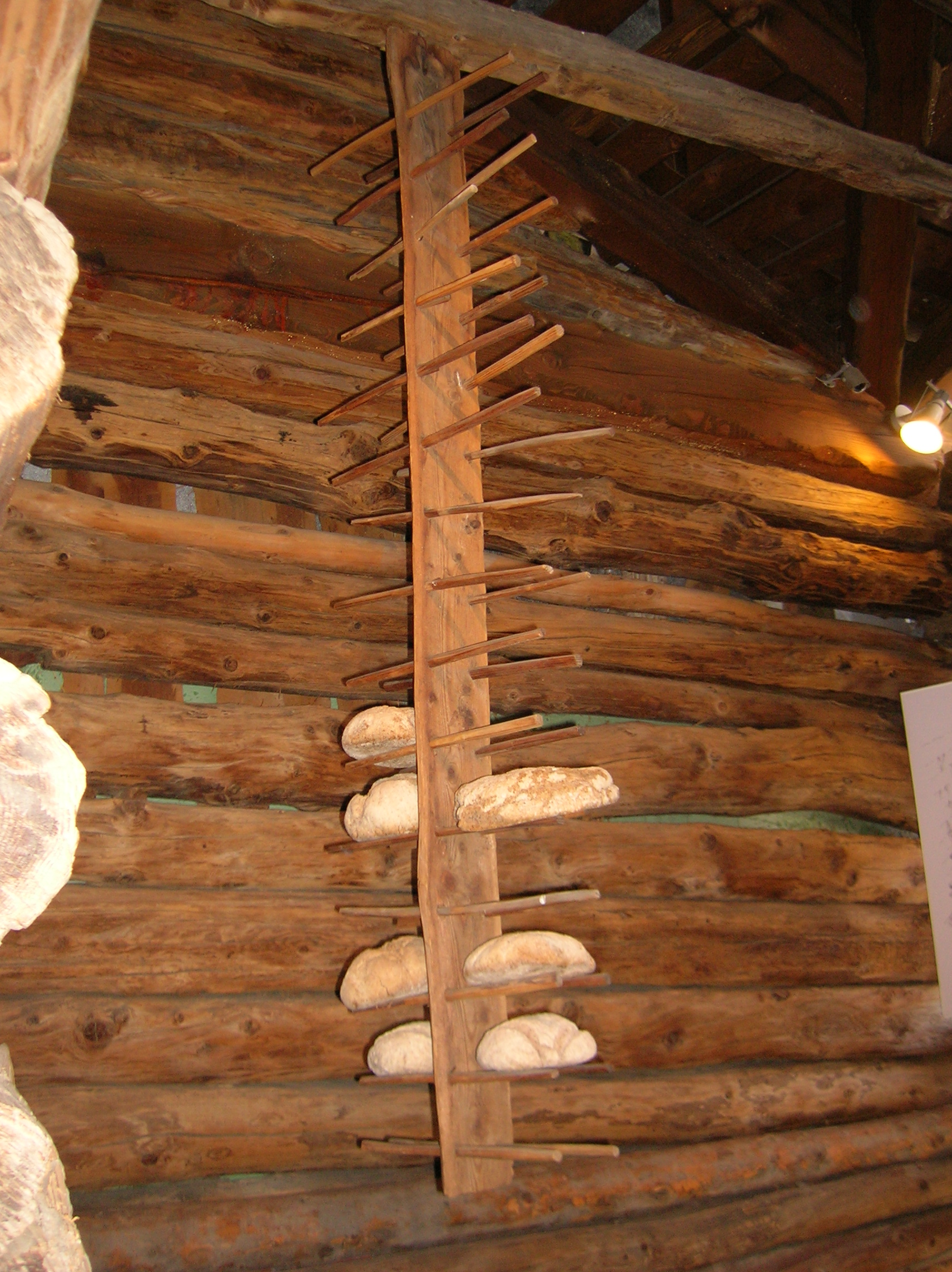
Un ratelé, la tipica rastrelliera di legno per la conservazione del pane nero.
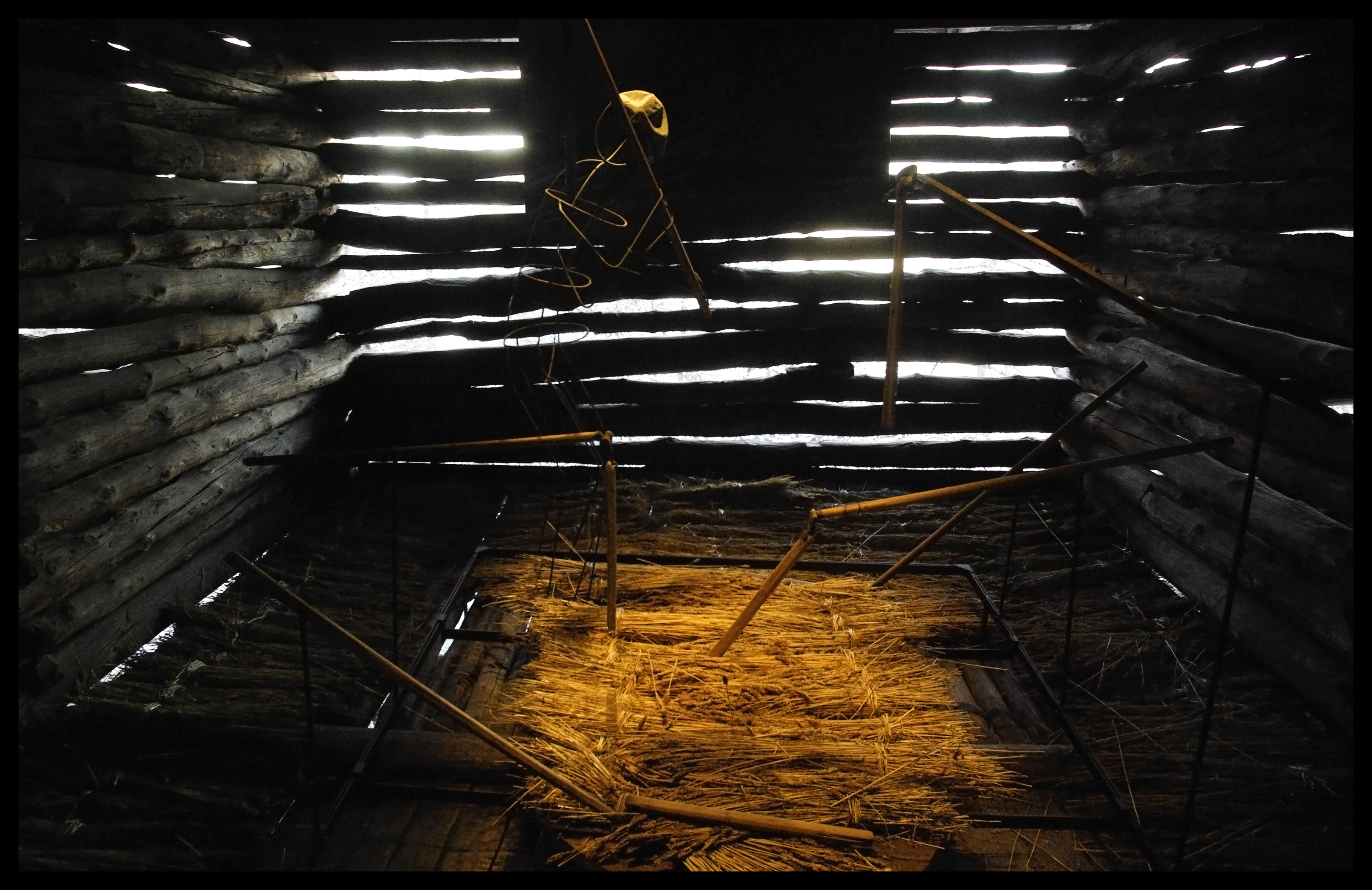
Il "fléau", strumento per la battitura.
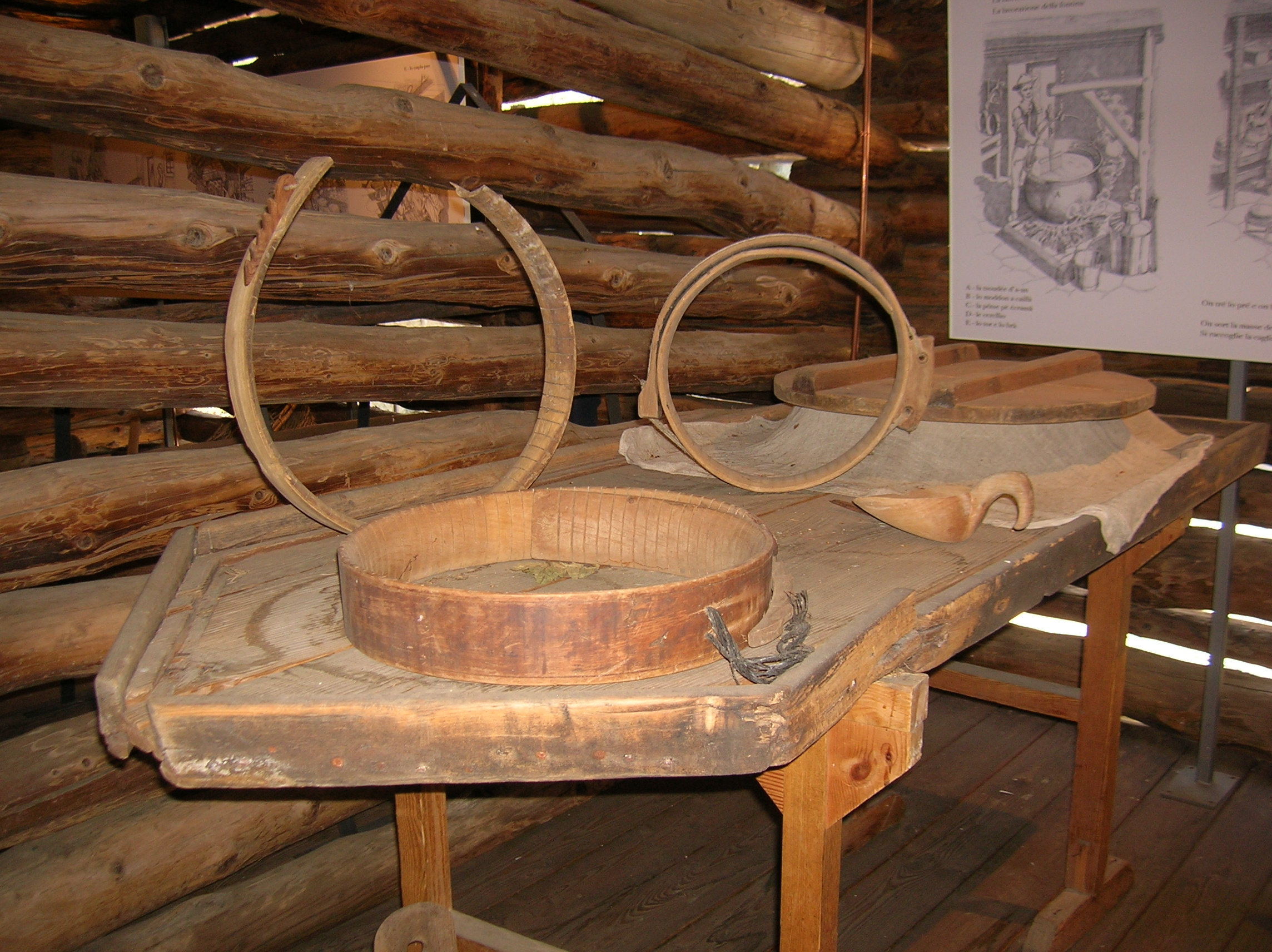
Fascere per la fontina.
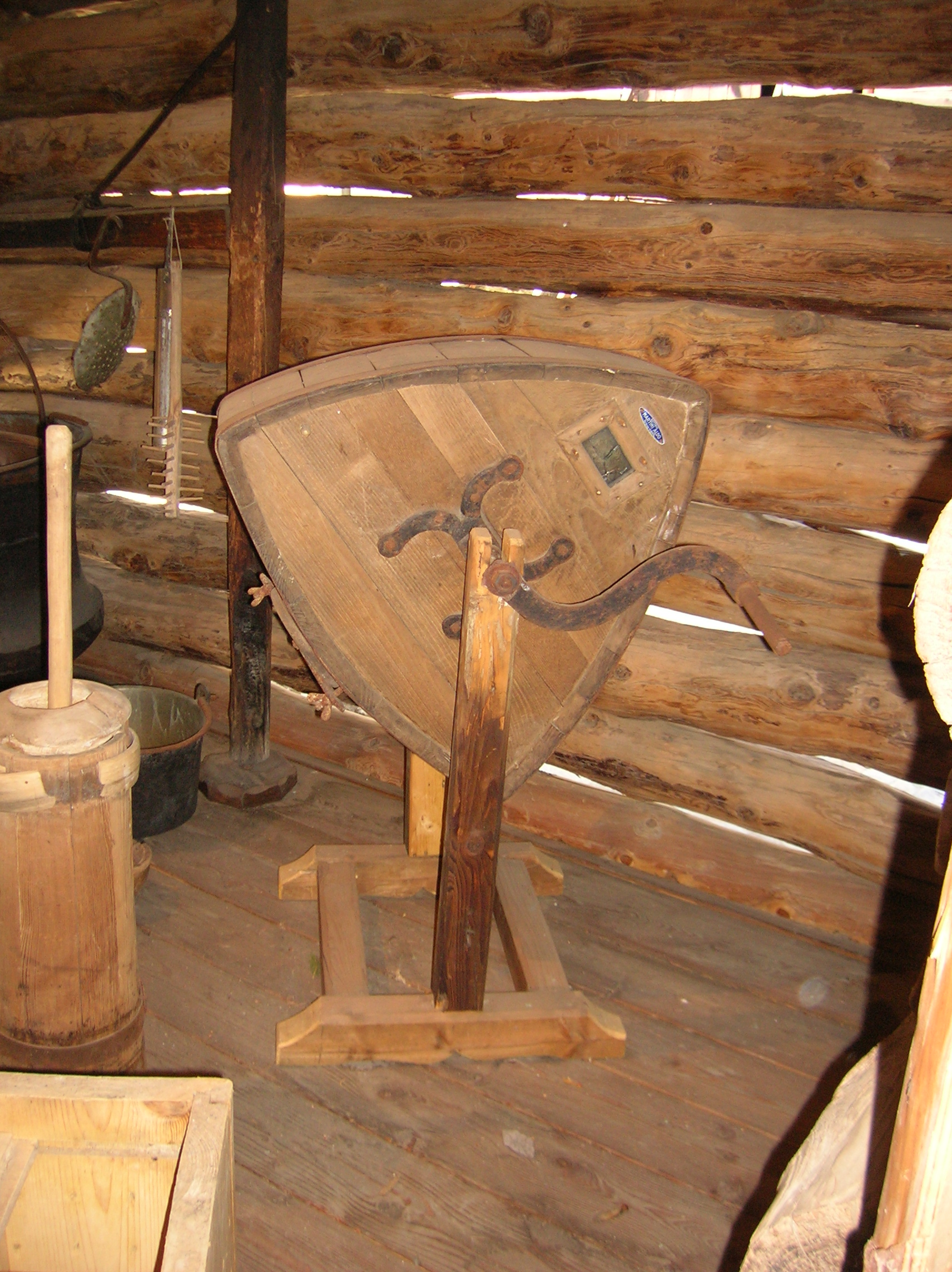
La zangola (in patois, beurî) per fabbricare il burro.